# Neanastatus bengalicus
Neanastatus bengalicus is een vliesvleugelig insect uit de familie Eupelmidae. De wetenschappelijke naam is voor het eerst geldig gepubliceerd in 2006 door Girault.